# Chris Massaki Mbaki
Chris Massaki Mbaki, né le 29 juin 1996 à Mons, est un homme politique belge d’origine congolaise du Mouvement réformateur (MR). Il est actuellement député wallon depuis le 17 juillet 2024 et conseiller communal à la ville de Mons depuis le 14 octobre 2018.

## Biographie
Chris Massaki Mbaki a grandi à Jemappes (Mons), il est diplômé en ingénieur de gestion de l’UCLouvain Fucam Mons et a exercé pendant 4 ans comme consultant en informatique. En parallèle, il est arbitre national en football, une passion qu’il cultive depuis son enfance,.

## Parcours politique
Son parcours politique débute à 21 ans lorsqu’il intègre le groupe Mons en Mieux et les Jeunes MR, devenant conseiller communal en 2018. En 2024, à 28 ans, il est premier suppléant aux élections régionales de juin. Le 17 juillet 2024, il remplace Jacqueline Galant, devenue ministre, en tant que député au Parlement wallon,.